# Silvano Merlo
Silvano Merlo (Junín, Buenos Aires, 19 de agosto de 2002) es un jugador de baloncesto profesional argentino que también posee la  nacionalidad italiana. Pertenece a la plantilla del Bueno Arenas Albacete Basket de la Segunda FEB de España. Con 1 metros y 93 centímetros de estatura, juega en la posición de base.

## Trayectoria
Es un baloncestista natural de Junín formado en la cantera del Club Ciclista Juninense, con el que llegó a debutar en la temporada 2019-20 en la segunda división argentina. 
El 4 de octubre de 2020, el jugador llega a España para jugar en el Clínica Ponferrada CDP de la Liga LEB Plata. En la temporada 2020-21, el base ítalo-argentino fue cedido al CB La Flecha de la Liga EBA. 
En la temporada 2021-22, regresa al Clínica Ponferrada CDP de la Liga LEB Plata.
El 31 de agosto de 2022, firma por el Palencia Baloncesto de la Liga LEB Oro para alternar participaciones con el equipo palentino y el Grupo Inmapa Filipenses de la Liga EBA.
El 29 de junio de 2023, regresa al  Club Baloncesto Ciudad de Ponferrada de la Liga LEB Plata.
El 9 de julio de 2025 se anunció su fichaje por parte del Albacete Basket de la Segunda FEB.

## Selección nacional
En julio de 2021 disputó el Campeonato Mundial de Baloncesto Sub-19 de 2021 en Letonia con la selección argentina.

## Vida privada
SIlvano Merlo forma parte de una familia muy vinculada al baloncesto. Su padre, Raúl Merlo, fue un jugador muy destacado de la Liga Nacional de Básquet y un ídolo de los aficionados de Ciclista Juninense, mientras que su hermano Álvaro Merlo también es baloncestista profesional. A su vez, Merlo es primo de Matías Merlo e Ignacio Merlo, quienes jugaron en Ciclista Juninense y son hijos del ya fallecido entrenador de baloncesto César Merlo.